# Valkla oja
Valkla oja är ett 12,5 km långt vattendrag i Estland. Det ligger i Harjumaa, i den centrala delen av landet, 30 km öster om huvudstaden Tallinn. Den mynnar i bukten Kolga laht i Finska viken vid byn Valkla.

### Fotnoter
1. ↑  Valkla Oja hos Geonames.org (cc-by); post uppdaterad 2012-01-19; databasdump nerladdad 2015-09-05